# デイモン・スタウダマイアー
デイモン・ラモン・スタウダマイアー（Damon Lamon Stoudamire、1973年9月3日 - ）は、アメリカ合衆国・オレゴン州ポートランド出身の元プロバスケットボール選手、指導者。NBAで13シーズンプレーした。ポジションはポイントガード。178cm、78kg。元NBAプレーヤーのサリム・スタウダマイアー、ヒューストン・ロケッツなどに所属していたテレンス・ジョーンズは従兄弟にあたる。

## 経歴

### 生い立ち
スタウダマイアーは未婚の両親のもとで生まれ、父方の祖母のもとで育てられた。祖母はデーモンが高校生のときに他界するが、彼の腕には祖母の住所と名前が入ったタトゥーが彫られている。父親のウィリーはデーモンが７歳の頃にミルウォーキーに移り、その後は叔父２人が父親代わりになる。叔父のチャールズはデーモンのバスケットボールのコーチとして叔父のアンソニーはフットボールのコーチとしてデーモンを育て上げた。高校はウッドロー・ウィルソン高校に進学。スタウダマイアー擁する同校はオレゴン州屈指の強豪となり、彼の在学中74勝4敗を記録し2度の州チャンピオンになった。デーモン自身はその間26.1得点9.2アシストのアベレージを残し、2度のオレゴン州の年間最優秀選手と、コンバース選出のオールアメリカンに選ばれた。

### 大学時代
大学はアリゾナ大学でプレイ。2年目の1992-93シーズンからは3年連続でオールPac-10チームに選出され、94-95シーズンには平均22.8得点、7.3アシストをあげて、ジョン・ウッデン賞の最終候補にもなった。チームは1993年と1994年のPac-10タイトルを制し、1994年のNCAAトーナメントではFinal4まで進出した。在学通算1800得点、600アシスト、400リバウンド以上は、Pac-10出身の選手としては、ゲイリー・ペイトン以来の快挙であった。大学での選手登録期間満了（4年）後、1995年のNBAドラフトにエントリーした。
ドラフト前のスカウティングレポートでは、すばらしい能力を持っているが、5フィート10インチと背が低いことが問題だと評価された。アトランタ・ホークスの副社長からは、背が低い選手は非常に良いものがないといけないが、スタウダマイアーにはそれがないと言われた。

### NBA時代
NBAは1995年のオフシーズンにトロント・ラプターズとバンクーバー・グリズリーズを新たに創設した。
ラプターズの初代ゼネラルマネージャーは、アイザイア・トーマスであり、彼はポイントガードを補強することを望んでいた。この年のNBAドラフトはカナダのトロントで開催され、地元ファンはラプターズがUCLA出身のスモールフォワード、エド・オバノンを指名することを望んだが、ラプターズは1巡目7位指名権をデイモン・スタウダマイアーに使った。スタウダマイアーの名前が読み上げられた瞬間はドラフト会場内にブーイングが起こったほどであった。ドラフト全体7位での指名は、ドラフトロッタリー制度が導入された1985年のNBAドラフト以降、6フィート以下の身長の選手としては最高位であった。
スタウダマイアーのルーキーシーズンは、地元ファンの予想を良い意味で大きく裏切るシーズンとなった。身長178cmとNBA選手としては極めて小さい身体ながら、抜群のスピードとクイックネスを武器に得点とアシストを量産し、95-96シーズンは19.0得点、9.3アシストのアベレージを残し、NBA史上最も身長の低い新人王獲得選手となった。ちなみにエド・オバノンは9位指名でニュージャージー・ネッツに入団するが、目だった活躍をすることなく1997年にNBAを離れた。スタウダマイアーと同じく1年目のラプターズは新設チームだけあって、21勝61敗と大きく負け越した。一方でこのシーズン、マイケル・ジョーダン擁するシカゴ・ブルズは72勝というNBA史上最高勝率を記録しリーグを席巻していたが、ラプターズは僅か10敗しかしなかったこのブルズから、貴重な1勝をもぎ取っており、この試合でスタウダマイアーは30得点、11アシストと活躍した。2年目には平均20得点を突破し、翌97-98シーズンも平均19.4得点、8.1アシストという高い数字を維持するが、チーム成績は一向に向上する気配を見せず、このシーズン中にポートランド・トレイルブレイザーズにトレードされた。
ブレイザーズでは7シーズンプレーし、プレーオフに5回出場、カンファレンスファイナルに2度進出した。
選手層の厚いブレイザーズでは先発の座は確保したものの出場時間は減少したため、個人スタッツは全体的に後退し、98-99シーズンは12.6得点、6.2アシストとやや平凡な数字に終わった。1999-2000シーズンにはゲームメイクもできる名ポイントフォワードのスコッティ・ピッペンが移籍してきたため、スタウダマイアーのスタッツはさらに後退したものの、選手層にさらに厚みを増したブレイザーズはリーグでも屈指の強豪チームへと成長し、プレイオフではカンファレンスファイナルまで進出。当時はロサンゼルス・レイカーズが3連覇を達成するなど、リーグを席巻していたが、ブレイザーズはレイカーズのライバルチームの1つとしてその時代を彩り、スタウダマイアーも先発PGとして重要な役割を果たした。しかしレイカーズ時代が終焉を迎えるとともに西の強豪ブレイザーズの内部でも暗雲が垂れ込め始めた。
端を発したのはスタウダマイアーの自動車運転中のスピード違反であった。この時スタウダマイアーの所持物のなかにマリファナが見つかり逮捕されると、さらにチームメイトのラシード・ウォーレス、キンテル・ウッズがマリファナ所持で相次いで逮捕され、さらにはウォーレスとルーベン・パターソンが練習中に乱闘を演じるなど不祥事が絶えず、「ジェイル（監獄）・ブレイザーズ」と揶揄されるまでになった。混沌とした02-03シーズンを送ったスタウダマイアーは、6.9得点、3.5アシストとプレイでも過去最低の数字を弾き出した。翌03-04シーズンには13.4得点、6.1アシストと復調したが、チーム戦績は低下する一方でこのシーズンにはついに5割となり、プレイオフ出場も逃した。04-05シーズンには27勝55敗にまで成績が落ち込み、不動の先発PGであったスタウダマイアーも8シーズン過ごしたブレイザーズをついに離れることになったが、ブレイザーズでのラストシーズンとなったこの年、スタウダマイアーは2つの記録を樹立した。まずは2005年1月14日のニューオリンズ・ホーネッツ戦でキャリアハイとなる54得点をあげ、ブレイザーズのフランチャイズ記録となった。さらに4月15日には1試合だけでスリーポイントシュート21本を放ち、当時の1試合最多スリーポイントシュート試投数のNBA記録を作った（21本中5本成功）。
2005年の夏にフリーエージェントとなったスタウダマイアーに幾つかのチームが興味を示したが、最終的に同時にトレードに出されるジェイソン・ウィリアムスの後釜として獲得を希望したメンフィス・グリズリーズに移籍した。新天地での最初のシーズンとなった05-06シーズンは、12月30日の古巣ブレイザーズ戦で右膝の腱を断裂するという大怪我を負い、残りのシーズンを棒に振る事態となった。翌06-07シーズンはチャッキー・アトキンスと出場時間を分け合ったため、平均得点は2桁を下回った。
07-08シーズン、新人のマイク・コンリー・ジュニアの活躍もあり、12月30日まで試合出場がなかった。2008年1月28日、グリズリーズを解雇された。同年2月3日、サンアントニオ・スパーズと契約を結んだ。2008年シーズンでは同じポジションのトニー・パーカーが好調なこともありほとんど出番なし。オフにも完全FAとなるが、チームと再契約することはできなかった。
08-09シーズン開幕前、ヒューストン・ロケッツのトライアウトに参加したが契約に至らず、現役を引退した。

### 現役引退後
2008年12月、ライス大学のアシスタントコーチに就任。2009年2月、メンフィス・グリズリーズのライオネル・ホリンズヘッドコーチのもとで、ヘンリー・ビビーとともにアシスタントコーチに就任した。
2011年5月、メンフィス大学のコーチングスタッフに加わった。
2013年5月、メンフィス大学を離れ、アリゾナ大学のコーチングスタッフに加わった。
2015年5月、アリゾナ大学を離れ、メンフィス大学のコーチングスタッフに再度加わった。
2016年3月、再度メンフィス大学を離れ、パシフィック大学のヘッドコーチに就任。2021年7月からはボストン・セルティックスのアシスタントコーチとして約2年在籍。
2023年3月13日、ジョージア工科大学のヘッドコーチ職に就任が決定した。

## 個人成績

### NBA

#### レギュラーシーズン
| シーズン | チーム | GP  | GS  | MPG  | FG%  | 3P%  | FT%  | RPG | APG | SPG | BPG | PPG  |
| -------- | ------ | --- | --- | ---- | ---- | ---- | ---- | --- | --- | --- | --- | ---- |
| 1995–96  | TOR    | 70  | 70  | 40.9 | .426 | .395 | .797 | 4.0 | 9.3 | 1.4 | .3  | 19.0 |
| 1996–97  | TOR    | 81  | 81  | 40.9 | .401 | .355 | .823 | 4.1 | 8.8 | 1.5 | .2  | 20.2 |
| 1997–98  | TOR    | 49  | 49  | 41.5 | .425 | .317 | .844 | 4.4 | 8.1 | 1.6 | .1  | 19.4 |
| 1997–98  | POR    | 22  | 22  | 36.6 | .364 | .263 | .787 | 3.7 | 8.2 | 1.5 | .1  | 12.4 |
| 1998–99  | POR    | 50* | 50* | 33.5 | .396 | .310 | .730 | 3.3 | 6.2 | 1.0 | .1  | 12.6 |
| 1999–00  | POR    | 78  | 78  | 30.4 | .432 | .377 | .841 | 3.1 | 5.2 | 1.0 | .0  | 12.5 |
| 2000–01  | POR    | 82  | 82  | 32.4 | .434 | .374 | .831 | 3.7 | 5.7 | 1.3 | .1  | 13.0 |
| 2001–02  | POR    | 75  | 71  | 37.3 | .402 | .353 | .888 | 3.9 | 6.5 | .9  | .1  | 13.5 |
| 2002–03  | POR    | 59  | 27  | 22.3 | .376 | .386 | .791 | 2.6 | 3.5 | .7  | .1  | 6.9  |
| 2003–04  | POR    | 82  | 82  | 38.0 | .401 | .365 | .876 | 3.8 | 6.1 | 1.2 | .1  | 13.4 |
| 2004–05  | POR    | 81  | 70  | 34.1 | .392 | .369 | .915 | 3.8 | 5.7 | 1.1 | .0  | 15.8 |
| 2005–06  | MEM    | 27  | 27  | 31.9 | .397 | .346 | .855 | 3.5 | 4.7 | .7  | .0  | 11.7 |
| 2006–07  | MEM    | 62  | 51  | 24.2 | .391 | .337 | .795 | 2.2 | 4.8 | .8  | .0  | 7.5  |
| 2007–08  | MEM    | 29  | 29  | 21.5 | .397 | .383 | .808 | 2.4 | 3.9 | .7  | .0  | 7.3  |
| 2007–08  | SAS    | 31  | 4   | 13.3 | .301 | .255 | .750 | 1.5 | 1.7 | .4  | .1  | 3.4  |
| 通算     | 通算   | 878 | 793 | 33.2 | .406 | .357 | .833 | 3.5 | 6.1 | 1.1 | .1  | 13.4 |

#### プレーオフ
| シーズン | チーム | GP | GS | MPG  | FG%  | 3P%  | FT%   | RPG | APG | SPG | BPG | PPG  |
| -------- | ------ | -- | -- | ---- | ---- | ---- | ----- | --- | --- | --- | --- | ---- |
| 1998     | POR    | 4  | 4  | 41.5 | .397 | .364 | 1.000 | 4.3 | 9.5 | 1.3 | .3  | 17.8 |
| 1999     | POR    | 13 | 13 | 31.0 | .380 | .455 | .706  | 3.2 | 5.6 | .6  | .1  | 10.2 |
| 2000     | POR    | 16 | 16 | 27.9 | .415 | .333 | .833  | 2.6 | 3.6 | .5  | .3  | 8.9  |
| 2001     | POR    | 3  | 3  | 38.0 | .413 | .154 | 1.000 | 3.0 | 4.3 | .7  | .3  | 17.7 |
| 2002     | POR    | 3  | 3  | 33.0 | .227 | .750 | .667  | 2.3 | 3.3 | .7  | .0  | 5.0  |
| 2003     | POR    | 7  | 6  | 33.1 | .456 | .484 | .952  | 5.1 | 5.6 | .9  | .3  | 15.3 |
| 2008     | SAS    | 7  | 0  | 5.0  | .333 | .250 | .667  | 1.0 | .3  | .1  | .0  | 1.9  |
| 通算     | 通算   | 53 | 45 | 28.2 | .399 | .389 | .847  | 3.0 | 4.4 | .6  | .2  | 10.1 |

### カレッジ
| シーズン | チーム   | GP  | GS | MPG  | FG%  | 3P%  | FT%  | RPG | APG | SPG | BPG | PPG  |
| -------- | -------- | --- | -- | ---- | ---- | ---- | ---- | --- | --- | --- | --- | ---- |
| 1991–92  | アリゾナ | 30  | 0  | 18.0 | .455 | .406 | .771 | 2.2 | 2.5 | .7  | .1  | 7.2  |
| 1992–93  | アリゾナ | 28  | 27 | 31.1 | .438 | .382 | .791 | 4.1 | 5.7 | 1.6 | .2  | 11.0 |
| 1993–94  | アリゾナ | 35  | 35 | 33.3 | .448 | .351 | .800 | 4.5 | 5.9 | 1.6 | .1  | 18.3 |
| 1994–95  | アリゾナ | 30  | 30 | 36.4 | .476 | .465 | .826 | 4.3 | 7.3 | 1.7 | .0  | 22.8 |
| 通算     | 通算     | 123 | 92 | 29.8 | .457 | .402 | .804 | 3.8 | 5.4 | 1.4 | .1  | 15.0 |